# Volodîmîrivka, Illinți
Volodîmîrivka (în ucraineană Володимирівка) este un sat în comuna Teahun din raionul Illinți, regiunea Vinnița, Ucraina.

## Demografie
Componența lingvistică a localității Volodîmîrivka
     Ucraineană (97,87%)
     Alte limbi (1,9%)
Conform recensământului din 2001, majoritatea populației localității Volodîmîrivka era vorbitoare de ucraineană (97,87%), existând în minoritate și vorbitori de alte limbi.